# Cộng hòa Murrawarri
Cộng hòa Murrawarri (tiếng Anh: Murrawarri Republic) là một vi quốc gia tuyên bố độc lập khỏi Úc vào năm 2013, nằm trên lãnh thổ giữa ranh giới của các bang New South Wales và Queensland. Lãnh thổ này là quê hương truyền thống của người Murrawarri, một bộ tộc thổ dân, nhưng những cư dân hiện nay chủ yếu là người Úc gốc Âu. Chính phủ Úc hoàn toàn không công nhận nền độc lập của Cộng hòa Murrawarri.

## Thành lập
Vào ngày 30 tháng 3 năm 2013, Cộng hòa Murrawarri đã soạn thảo bản Tuyên ngôn độc lập của mình. Hội đồng Nhân dân của Murrawarri đã yêu cầu Nữ hoàng Anh (Elizabeth II), Thủ tướng Úc (Julia Gillard), cũng như Thủ hiến Queensland (Campbell Newman) và New South Wales (Barry O'Farrell) 21 ngày để phản hồi tuyên bố.
Các yêu cầu cụ thể được đưa ra đối với Nữ hoàng Elizabeth II là:
- Các văn bản hiệp ước giữa quốc gia Murrawarri và Vương quốc Anh vạch ra những nét chính của các điều kiện trong đó,
- Một tài liệu Chứng thư nhượng quyền cho thấy quốc gia Murrawarri đã nhượng lại chủ quyền, quyền thống trị và tối thượng (Cấp tiến) cho Vương quốc Anh, hoặc
- Các tài liệu bao gồm lời tuyên chiến chống lại quốc gia Murrawarri và người dân của nó bởi Vương quốc Anh.

Thời hạn kết thúc vào ngày 8 tháng 5 năm 2013 nhưng Vương quốc Anh đã không đưa ra phản hồi. Vào ngày 12 tháng 5 năm 2013, Cộng hòa Murrawarri đã yêu cầu Liên Hợp Quốc công nhận họ là quốc gia mới nhất trên thế giới. Ngày 13 tháng 5 năm 2013, Cộng hòa Murrawarri thành lập Bộ Quốc phòng. Tuyên ngôn Độc lập tiếp tục nêu rõ rằng Hội đồng Nhân dân sẽ đóng vai trò là cơ quan quản lý nước cộng hòa.

## Địa lý
Trang web của Cộng hòa Murrawarri xác định lãnh thổ của nó có dạng gần giống hình tam giác, đi qua biên giới Queensland – New South Wales với điểm cực đông của nó gần với biên giới hai bang, cách Thái Bình Dương khoảng 600 km, ở phía đất liền của dãy núi Great Dividing, điểm cực tây bắc của nó gần với thị trấn Cunnamulla của Queensland và điểm cực tây nam của nó tại hợp lưu của Sông Darling và Warrego. Nó có chiều rộng 200 km từ đông sang tây và khoảng 250 km từ bắc xuống nam. Trang web của nước cộng hòa này trích dẫn diện tích của nó là 81.796 km², nhưng diện tích này không phù hợp với các phép đo được lấy từ bản đồ.
Sự mâu thuẫn giữa yêu sách đất đai của Murrawarri và diện tích đất thực sự được tuyên bố đã được kiểm tra cụ thể trong một nghiên cứu được xuất bản bởi Tạp chí Chính sách Thổ dân, xác nhận rằng diện tích thực sự của Murrawarri là khoảng 22.170 km², ít hơn một phần ba diện tích được tuyên bố chính thức. Nghiên cứu cũng kết luận rằng "tuyên bố của Cộng hòa Murrawarri hiện đang gây ảnh hưởng đáng kể đối với các bối cảnh tương tự ở Úc", do đó củng cố cuộc tranh luận về chủ quyền của thổ dân.
Trang web First People Worldwide cho biết dân số của nước cộng hòa Murrawarri là khoảng 4000 người, nhưng giá trị này không chính xác với số liệu điều tra dân số của Úc, cho thấy dân số là khoảng 1450 người.
Thảm thực vật và khí hậu chiếm ưu thế, dựa trên phân loại Köppen, được mô tả là đồng cỏ khô nóng dai dẳng. Nhiệt độ tối đa và tối thiểu trung bình trong tháng Giêng lần lượt là khoảng 36 °C và 18 °C và vào tháng Bảy lần lượt là 22 °C và 5 °C. Lượng mưa khoảng 360 mm mỗi năm, với lượng mưa rơi vào mùa hè nhiều hơn vào mùa đông.
Đường cao tốc Mitchell (A71) đi qua lãnh thổ từ bắc xuống nam.
- Fred Hooper tại kỳ họp đầu tiên của Hội đồng nhân dân

## Hội đồng Nhà nước Lâm thời
Hội đồng Nhà nước Lâm thời là cơ quan quản lý của Cộng hòa Murrawarri. Kỳ họp đầu tiên của Hội đồng nhân dân được tổ chức tại Weilmoringle vào ngày 13 tháng 7 năm 2013, tại đây kỳ họp đã thông qua nghị quyết nhất trí thành lập Hội đồng Nhà nước Lâm thời.
Nó bao gồm 11 thành viên là Fred Hooper, Kevin Hooper, Phyllis Cubby, Evelyn Barker, Sam Jefferies, Desmond Jones, Phillip Sullivan, Julie Johnston, Gloria Johnston, Sharni Hooper và Alison Salt. Fred Hooper là chủ tịch đương nhiệm của Hội đồng Nhà nước Lâm thời.

## Ý nghĩa quốc kỳ
Màu nâu và màu xanh nhạt đại diện cho đất mẹ. Màu nâu đại diện cho đất và màu xanh lam nhạt đại diện bầu trời, cũng như nước và con người. Ngôi sao màu trắng ở góc trên bên trái có tám điểm tượng trưng cho tám nhóm thị tộc của Cộng hòa Murrawarri.